# Lijst van nummer 1-hits in Duitsland in 1983
Deze hits stonden in 1983 op nummer 1 in de Musikmarkt Top 75, de bekendste hitlijst in Duitsland.
| Datum        | Artiest                 | Titel                         |
| ------------ | ----------------------- | ----------------------------- |
| 7 januari    | Culture Club            | Do You Really Want to Hurt Me |
| 14 januari   | Culture Club            | Do You Really Want to Hurt Me |
| 21 januari   | Culture Club            | Do You Really Want to Hurt Me |
| 28 januari   | Peter Schilling         | Major Tom (völlig losgelöst)  |
| 4 februari   | Peter Schilling         | Major Tom (völlig losgelöst)  |
| 11 februari  | Peter Schilling         | Major Tom (völlig losgelöst)  |
| 18 februari  | Peter Schilling         | Major Tom (völlig losgelöst)  |
| 25 februari  | Peter Schilling         | Major Tom (völlig losgelöst)  |
| 4 maart      | Peter Schilling         | Major Tom (völlig losgelöst)  |
| 11 maart     | Peter Schilling         | Major Tom (völlig losgelöst)  |
| 18 maart     | Peter Schilling         | Major Tom (völlig losgelöst)  |
| 25 maart     | Nena                    | 99 Luftballons                |
| 1 april      | Kajagoogoo              | Too Shy                       |
| 8 april      | Kajagoogoo              | Too Shy                       |
| 15 april     | Kajagoogoo              | Too Shy                       |
| 22 april     | Kajagoogoo              | Too Shy                       |
| 29 april     | Kajagoogoo              | Too Shy                       |
| 6 mei        | Geier Sturzflug         | Bruttosozialprodukt           |
| 13 mei       | Geier Sturzflug         | Bruttosozialprodukt           |
| 20 mei       | Geier Sturzflug         | Bruttosozialprodukt           |
| 27 mei       | Geier Sturzflug         | Bruttosozialprodukt           |
| 3 juni       | Robin Gibb              | Juliet                        |
| 10 juni      | Robin Gibb              | Juliet                        |
| 17 juni      | Robin Gibb              | Juliet                        |
| 24 juni      | Robin Gibb              | Juliet                        |
| 1 juli       | Robin Gibb              | Juliet                        |
| 8 juli       | Robin Gibb              | Juliet                        |
| 15 juli      | Rod Stewart             | Baby Jane                     |
| 22 juli      | Rod Stewart             | Baby Jane                     |
| 29 juli      | Rod Stewart             | Baby Jane                     |
| 5 augustus   | DÖF (Tauchen Prokopetz) | Codo ... düse im Sauseschritt |
| 12 augustus  | DÖF (Tauchen Prokopetz) | Codo ... düse im Sauseschritt |
| 19 augustus  | DÖF (Tauchen Prokopetz) | Codo ... düse im Sauseschritt |
| 26 augustus  | DÖF (Tauchen Prokopetz) | Codo ... düse im Sauseschritt |
| 2 september  | DÖF (Tauchen Prokopetz) | Codo ... düse im Sauseschritt |
| 9 september  | Laid Back               | Sunshine Reggae               |
| 16 september | Laid Back               | Sunshine Reggae               |
| 23 september | Laid Back               | Sunshine Reggae               |
| 30 september | Laid Back               | Sunshine Reggae               |
| 7 oktober    | Laid Back               | Sunshine Reggae               |
| 14 oktober   | Laid Back               | Sunshine Reggae               |
| 21 oktober   | Gazebo                  | I Like Chopin                 |
| 28 oktober   | Gazebo                  | I Like Chopin                 |
| 4 november   | Gazebo                  | I Like Chopin                 |
| 11 november  | Paul Young              | Come Back and Stay            |
| 18 november  | Paul Young              | Come Back and Stay            |
| 25 november  | Paul Young              | Come Back and Stay            |
| 2 december   | Paul Young              | Come Back and Stay            |
| 9 december   | Paul Young              | Come Back and Stay            |
| 16 december  | Paul Young              | Come Back and Stay            |
| 23 december  | Paul Young              | Come Back and Stay            |
| 30 december  | Nino de Angelo          | Jenseits von Eden             |